# Agostino John Sinadino
Agostino John Sinadino (né le 15 février 1876 au Caire et mort le 23 novembre 1956 à Milan) est un poète et un écrivain italien d'origine grecque, ayant également publié un certain nombre d'œuvres en français. Il est considéré comme un représentant de premier plan du symbolisme européen, dans sa dérivation post-mallarméenne. Proche de D'Annunzio et de Marinetti, inspiré par André Gide et Paul Valéry, A. J. Sinadino a contribué à l'avant-garde littéraire du début du siècle.

## Biographie
Originaire d'Alexandrie – où il passa sa jeunesse (1876-1898) et où il revint plus tardivement (1910-1928) – Agostino John Sinadino est le fils d'une musicienne milanaise (Carolina Casati) et d'un banquier grec installé en Égypte (Ioannis Constantin Sinadino). Marqué par cette double appartenance culturelle, Sinadino écrira tantôt en français (langue de communication en Égypte au début du siècle), tantôt en italien (sa langue maternelle). Sa signature varie d'ailleurs légèrement d'un livre à l'autre: sur les couvertures de ses recueils, on trouve aussi bien le nom « Agostino J. Sinadino » que « Agostino G. Sinadino », ou encore « Agostino Sinadinò ».
L'existence d'Agostino John Sinadino paraît difficile à résumer, tant elle semble partagée entre les pays et les langues; cette dispersion géographique est telle que sa vie se prête mal à une biographie de quelques lignes. Lié au milieu alexandrin (celui de Stephanos Pargas et d'Henri Thuile), mais également au monde littéraire milanais du début du siècle (Gian Pietro Lucini, Filippo Tommaso Marinetti), Sinadino semble toujours avoir cultivé une extrême discrétion. Il se maria à Londres en 1900, vécut quelques années à New York (1906-1910), revint à Alexandrie pendant une vingtaine d'années (1910-1928) et finit sa vie à Milan, oublié de tous et totalement ruiné. Mort sans aucun héritier, enterré de façon confidentielle à Milan – sa famille ne voulant pas contribuer à ses obsèques –, son nom n'est même pas inscrit sur sa pierre tombale.
Au cours de cet itinéraire erratique, sa vocation poétique – hantée par des images de la solitude et par la métaphore de l'existence comme désert à traverser – ne s'est jamais démentie : ses luxueux ouvrages publiés entre 1898 et 1934 à Alexandrie, Lugano, Milan et Paris en témoignent. Agostino John Sinadino semble être resté fidèle à une conception très élitiste de l'écriture, considérée comme une activité privée, silencieuse, peu soucieuse d'un éventuel succès public. On peut s'étonner de ce choix de faire son œuvre une sorte d'« anti-œuvre ». La critique la plus récente voit dans cet itinéraire "souterrain", réalisé en marge de la modernité, la réalisation d'une poétique de l'effacement inspirée par Mallarmé : un chemin de dépouillement vouée à une véritable « disparition élocutoire », pour finir par n'être plus qu'un nom, inscrit sur la couverture de quelques livres. On devine à l'arrière-plan une conception presque mystique de la littérature, censée se suffire à elle-même, indépendamment de tout lectorat "réel".
Son œuvre, marquée par l'influence de Stéphane Mallarmé, a en effet été élaborée au contact d'écrivains de tout premier plan comme André Gide, le poète grec Cavafis, Paul Valéry qui le préfaça, ou le tonitruant futuriste Filippo Tommaso Marinetti (les archives de l'université de Yale conservent des volumes de Sinadino portant une dédicace à Marinetti). Au total, on dénombre 8 livres ou recueils poétiques, publiés par le poète entre 1898 et 1934. Ces ouvrages témoignent d'une inspiration mystique et symboliste, mais également d'une grande liberté expressive et formelle (même si l'auteur ne s'est jamais associé à aucune avant-garde précise).
Une correspondance du poète avec André Gide, récemment publiée dans la revue Studi francesi, est conservée à Paris, à la bibliothèque littéraire Jacques Doucet. Les archives de l'écrivain italien Gabriele D'Annunzio, au Vittoriale degli itaniani, possèdent aussi quelques pièces de correspondance.

## Œuvres
Parmi les œuvres majeures d'Agostino John Sinadino, on peut mentionner La Festa, un poème publié en 1901 en 100 exemplaires (et considéré comme l'équivalent italien du Coup de dés mallarméen), les cahiers du Dio dell'attimo, publiés à Alexandrie et à Milan en 1910 et 1924, et le recueil français des Poésies, édité à Paris avec l'aide d'André Gide en 1929. Ses Cahiers inédits, retrouvés après sa mort et publiés dernièrement en France (car ils sont majoritairement rédigés en langue française), font apparaître en plein jour le laboratoire poétique de Sinadino.
Au-delà de ces quatre textes fondamentaux, voici la liste précise des publications du poète de son vivant: 
- A. J. SINADINO, Le presenze invisibili [recueil de poèmes], Alessandria d’Egitto, Cartoleria & Tipografia Albert Zoller, 1898;
- A. G. SINADINÒ, La donna dagli specchi. Con un frontispizio di Carlo Agazzi [récit], Milano, Stabilimento tipografico Bassi & Protti, 1899;
- A. G. SINADINÒ, Melodie [recueil de poèmes], Lugano, Stamperia del Tessin-Touriste, 1900;
- A. G. SINADINÒ, Solennità : La Festa [poème], Lugano, Stamperia del Tessin-Touriste, 1901;
- A. J. SINADINÒ, Il dio dell’attimo. Marginalia [recueil de fragments en prose et d’aphorismes – premier cahier de Il dio dell’attimo], Alessandria d’Egitto, Stabilimento A. Mourès (A. Mourès e C°), 1910;
- A. J. SINADINO, Il dio dell’attimo. Marginalia – Liriche – Varia (I° e II° quaderno. Preceduti da una lettera di Paul Valéry) [réédition du premier cahier de Il dio dell’attimo, suivie d’un deuxième cahier contenant des poèmes et des fragments divers], Milano, Bottega di Poesia, coll. « I Fascicoli di Bottega di Poesia », 1924;
- A. J. SINADINO, Poësies 1902-1925. I. – Cette fièvre appelée : vivre. II. – Cahier d’études spirituelles [recueil de poèmes en français], Paris, À la jeune Parque, Marcel Sénac éditeur, 1929;
- A. J. SINADINO, Vitae Subliminalis Aenigmata. Idillio d’Hyla [troisième cahier de Il dio dell’attimo, suivi d’un fragment théâtral], Milano, Edizioni Corbaccio, 1934.

Ces livres à la typographie très soignée sont aujourd'hui extrêmement rares - car ils ont pour la plupart été publiés à des tirages restreints et distribués hors commerce par le poète lui-même. Ils sont aujourd'hui très recherchés dans les milieux de la bibliophilie.
Le poète a également publié des textes isolés dans Poesia (revue milanaise dirigée par Marinetti) en 1906-1907, dans La Revue du Nord de Giuseppe Vannicola en 1906-1907, et dans la prestigieuse revue alexandrine Grammata (sous la direction de Stephanos Pargas) entre 1917 et 1919.
On s'interroge sur l'existence d'un « roman à la troisième personne » dont Sinadino parle dans une lettre à Gide (et dont le manuscrit aurait été perdu par l'auteur à la fin de sa vie), ainsi que sur le sort d'une traduction de Salomé d'Oscar Wilde que Sinadino aurait publiée à New York.

## Quelques citations
- « Je suis païen par instinct et catholique par perversité. »
- « Je suis l'aveugle doux que mènent les musiques / Par-delà l'illusion des étés, des hivers. »
- « Tout l’échafaudage des morales est trompeur. Il nous cache ce massacre perpétuel qui se passe en silence dans le tréfonds de notre être. »
- « L’Art est une question de reflets. Cela explique les erreurs du « naturalisme ». Le Soleil, c’est la Nature. La Lune, c’est l’Art. »
- « En Art, toute frontière spirituelle est une barbarie : mais toute contrainte de la forme, un devoir. »